# Бржецлав (район)
Бржецлав (чеш. okres Břeclav) — один из 7 районов Южноморавского края Чешской Республики. Административный центр — город Бржецлав. Площадь — 1038 кв. км., население составляет 115 049 человек. В районе насчитывается 63 муниципалитета, из которых 9 — города, 4 — местечки.

## География
Расположен на юге края. Граничит с южноморавскими районами Брно-пригород на северо-западе, Годонин на северо-востоке, Зноймо на западе и Вишков на севере. На юге — государственная граница с Австрией, на юго-востоке — со Словакией.

## Муниципалитеты и население
Данные на 2014 год:
| Муниципалитет     | Население |
| ----------------- | --------- |
| Бржецлав          | 24 956    |
| Микулов           | 7416      |
| Густопече         | 5862      |
| Вельке-Биловице   | 3860      |
| Ланжгот           | 3758      |
| Вальтице          | 3532      |
| Вельке-Павловице  | 3094      |
| Подивин           | 2929      |
| Моравска-Нова-Вес | 2588      |
| Клобоуки-у-Брна   | 2420      |
| Леднице           | 2337      |

Город Погоржелице, до 2007 года также принадлежавший району Бржецлав, ныне является частью района Брно-пригород.
| Всего           | Женщин           | Мужчин           |
| --------------- | ---------------- | ---------------- |
| 115 620 (100 %) | 58 902 (50,94 %) | 56 718 (49,06 %) |

Средняя плотность — 110,23 чел./км²; 50,81 % населения живёт в городах.

## Археология

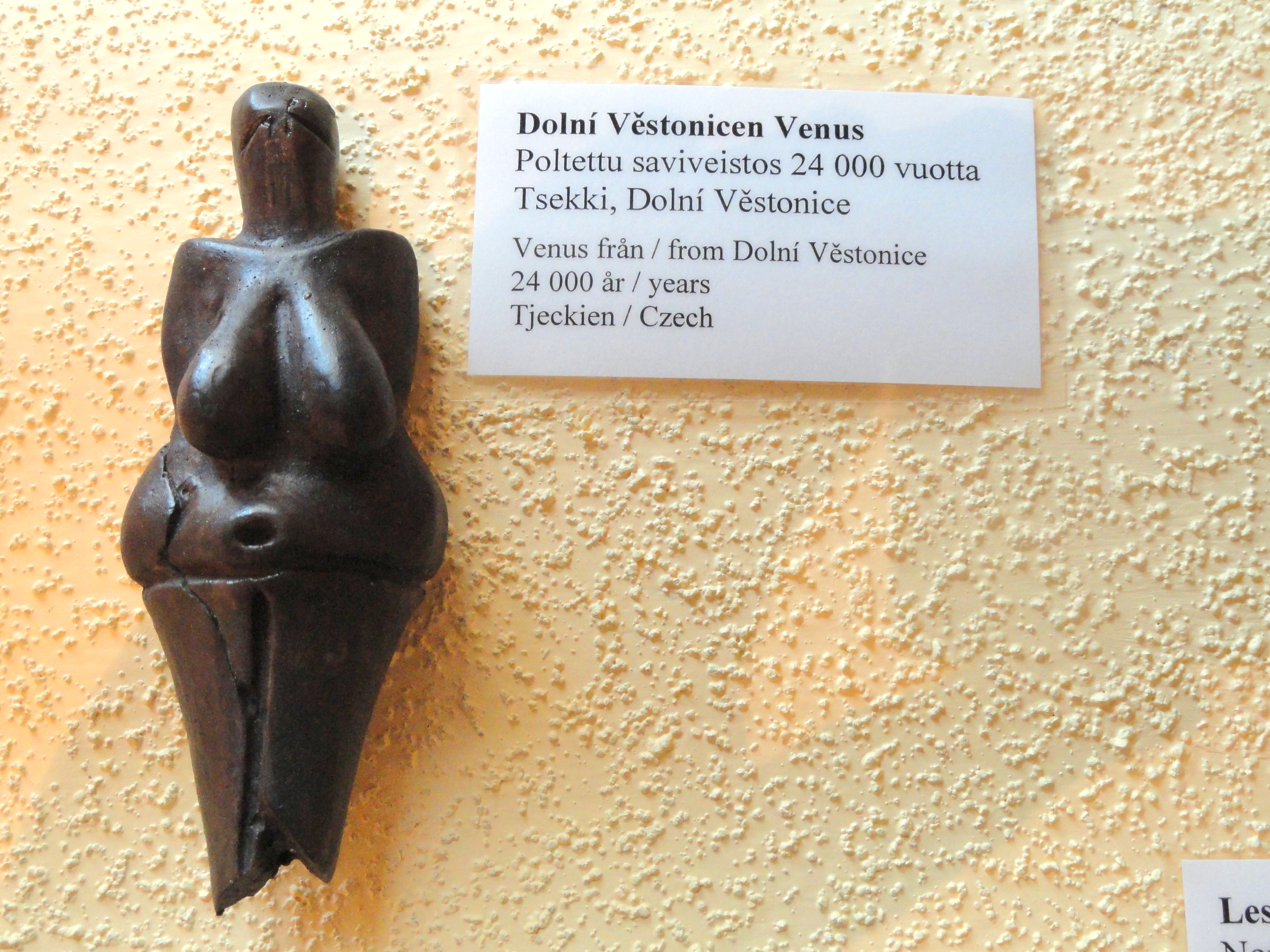
Вестоницкая Венера с верхнепалеолитической стоянки Дольни-Вестонице

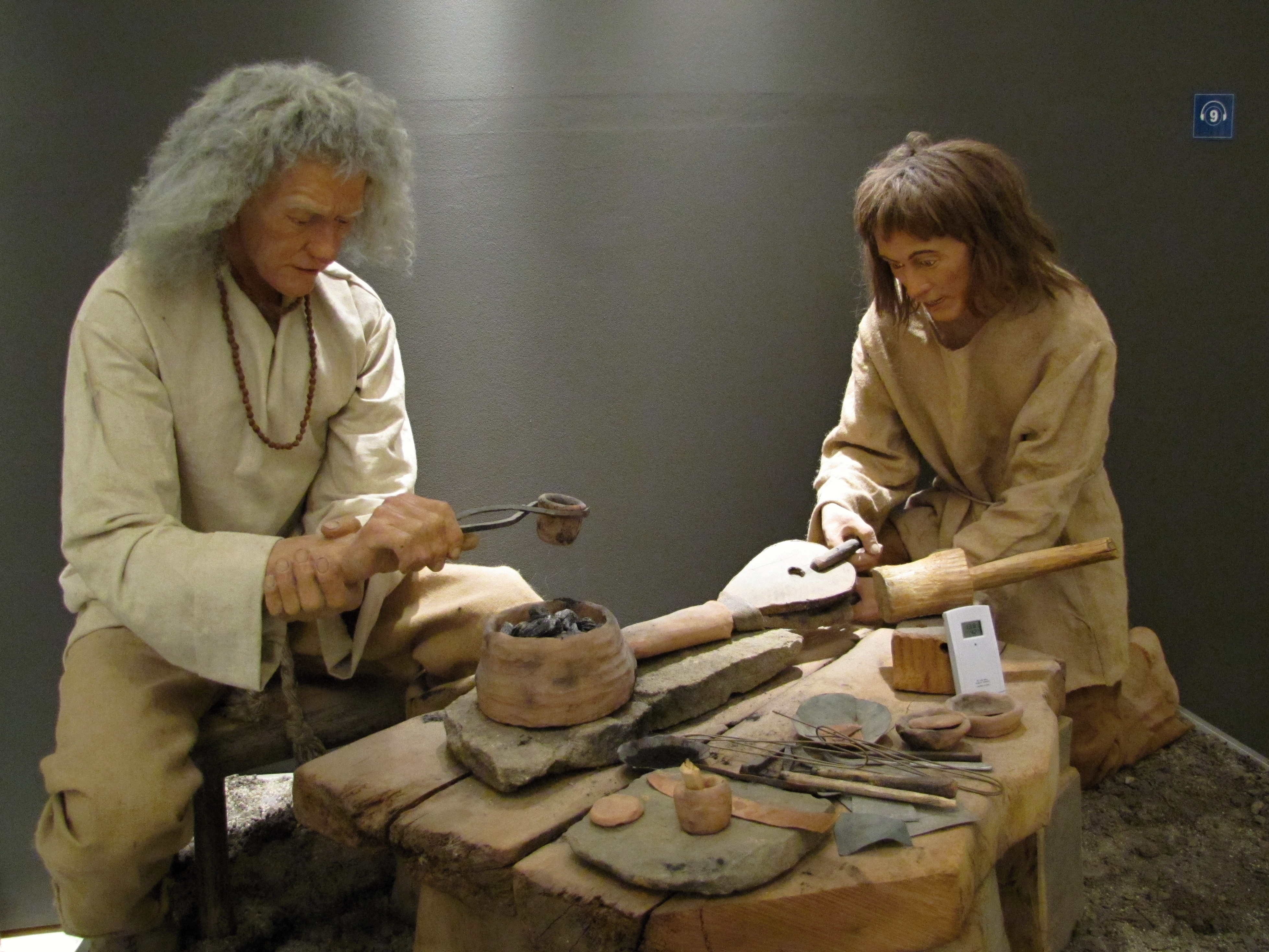
Реконструкция производства шаровидных пуговиц-гомбиков на выставке «Великоморавский Поганьско» в городском музее Бржецлава в Замок в Поганьско

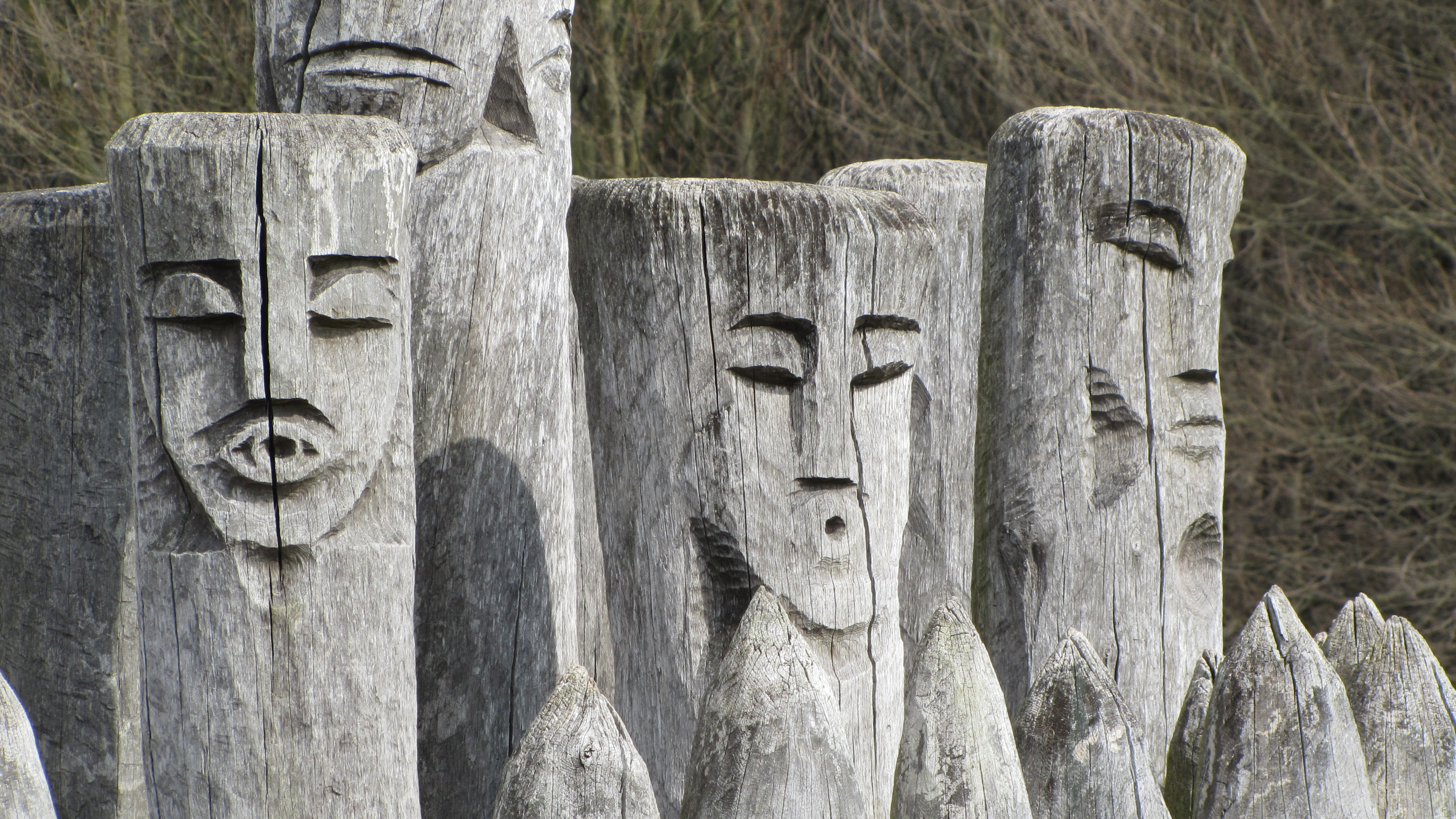
Реконструкция языческих святынь в Поганьско

К югу от города Бржецлава на стоянке Ланы (Lány) с многочисленными находками славяно-аварской перемычки был найден фрагмент ребра с рунической надписью, датирующий радиоуглеродным методом ~600 годом. Возраст подтверждён с помощью анализа износа в сочетании с СЭМ-микроскопией. Фрагмент кости был обнаружен в верхней части ямы 25 рядом с другими костями животных и керамикой пражского типа. Скорее всего, это был остаток хижины с провалившимся полом. Митохондриальная ДНК рунной кости относится к линии европейского крупного рогатого скота.
Укреплённая усадьба вельможи IX на великоморавском городище Поганско в 2 км к югу от Бржецлава в пойменной луговой и залесённой области над слиянием рек  Моравы и Дие являлась усадьбой-двором типа каролингских curtis и представляла собой один из типов раннефеодальной резиденции ещё связанной с хозяйственной усадьбой вельможи, которые были центром их имений.
По характеру и деталям пышной погребальной обрядности срубные камерные ориентированные на запад древнейшие трупоположения в Киеве и на Среднем Поднепровье имеют прямые аналогии в раннехристианских памятниках на территории Великой Моравии в Поганьско, Старом месте, Микульчице, Скалице, Стара-Коуржим, Колине и Желенках.
Замок Поганьско на месте древнего славянского поселения был построен в начале XI века чешским князем Бржетиславом I, от имени которого и происходит название городища Поганьско.